# Inulinae
Inulinae    Dumort., 1827 è una sottotribù di piante angiosperme dicotiledoni della famiglia delle Asteraceae (sottofamiglia Asteroideae e tribù Inuleae).

## Etimologia
Il nome della sottotribù deriva dal suo genere più importante (Inula L.) che a sua volta potrebbe derivare da un vocabolo latino usato dai Romani per indicare proprio queste piante (Plinio (23 - 79) e Dioscoride (40 - 90) usano questo nome che è considerato una corruzione del termine greco "helenion"). Altri Autori propongono un'altra etimologia: la derivazione da un vocabolo greco enàein (= purificare) facendo riferimento ovviamente alle presunte proprietà mediche della pianta.

Il nome scientifico di questa sottotribù è stato definito dal botanico e naturalista francese Barthélemy Charles Joseph Dumortier (1797-1878) nella pubblicazione "Fl. Belg.: 67. 1827." del 1827.

## Descrizione

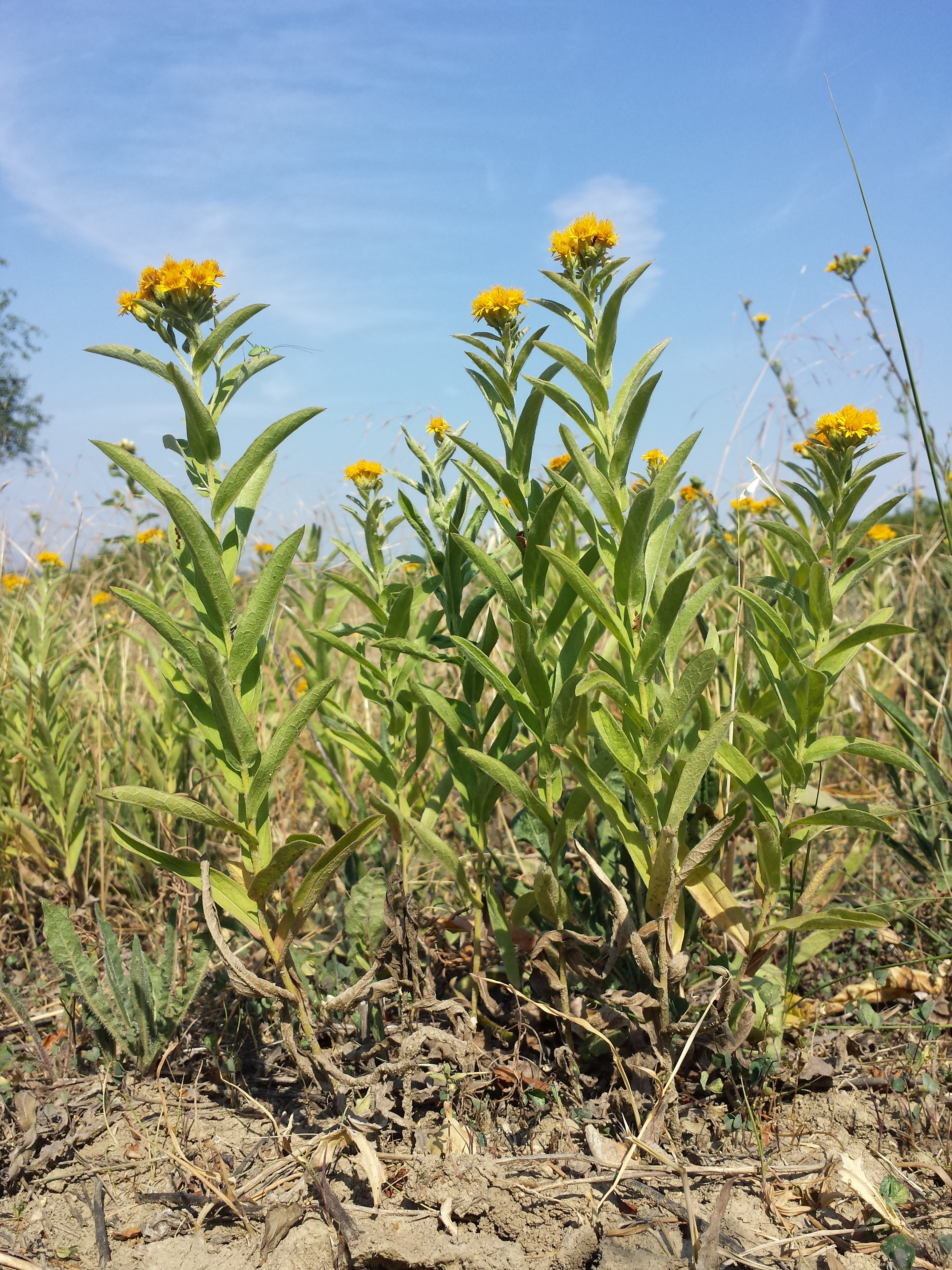
Il portamento
Pentanema germanicum

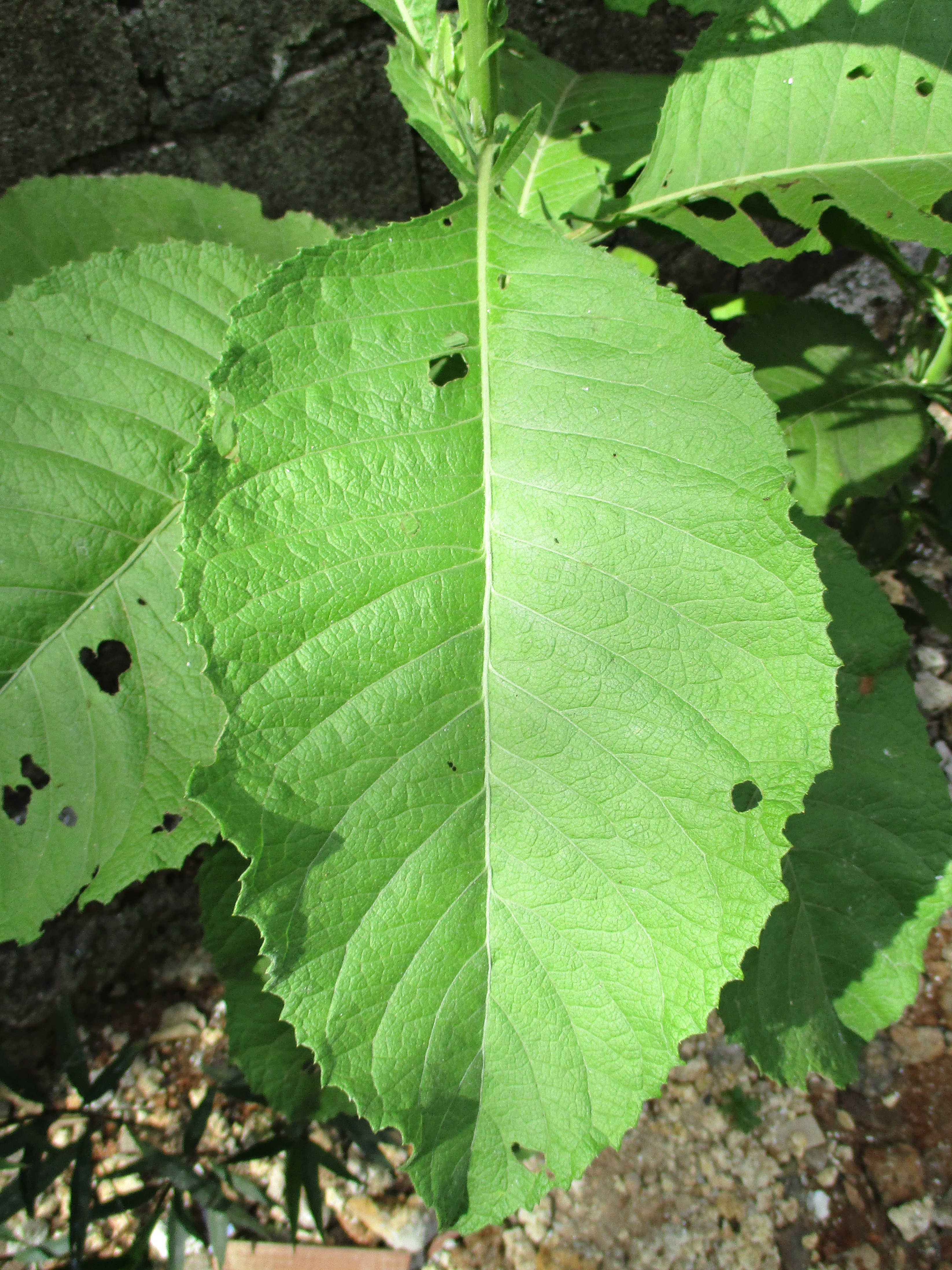
Le foglie
Blumea balsamifera

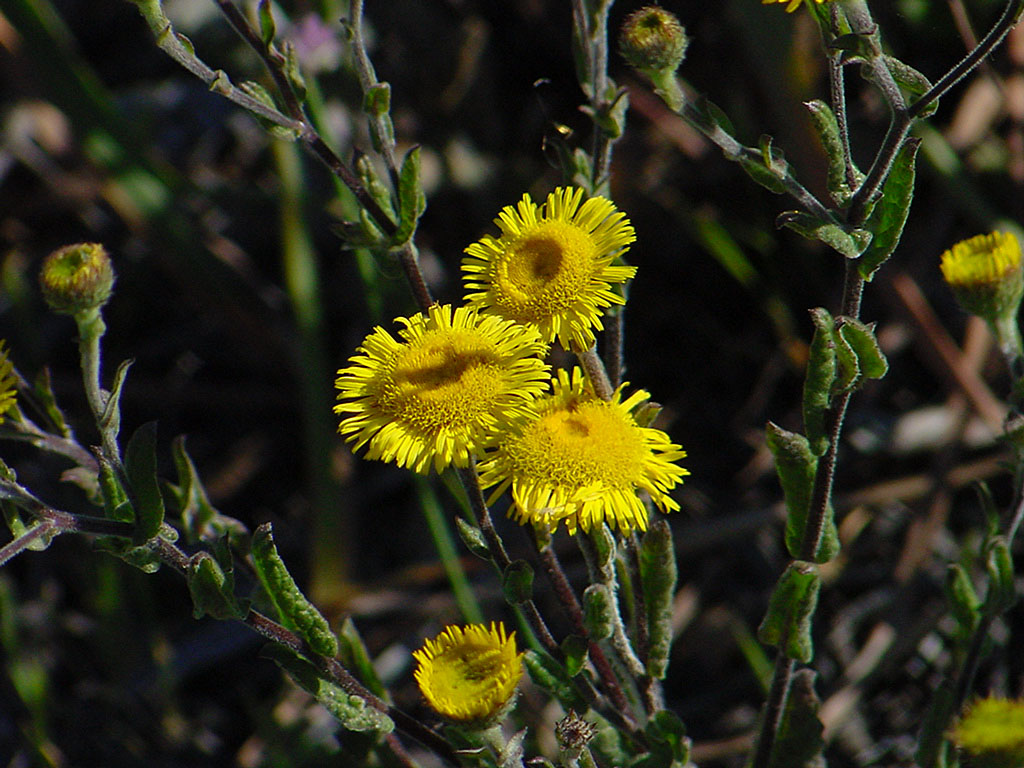
Infiorescenza
Pulicaria odora

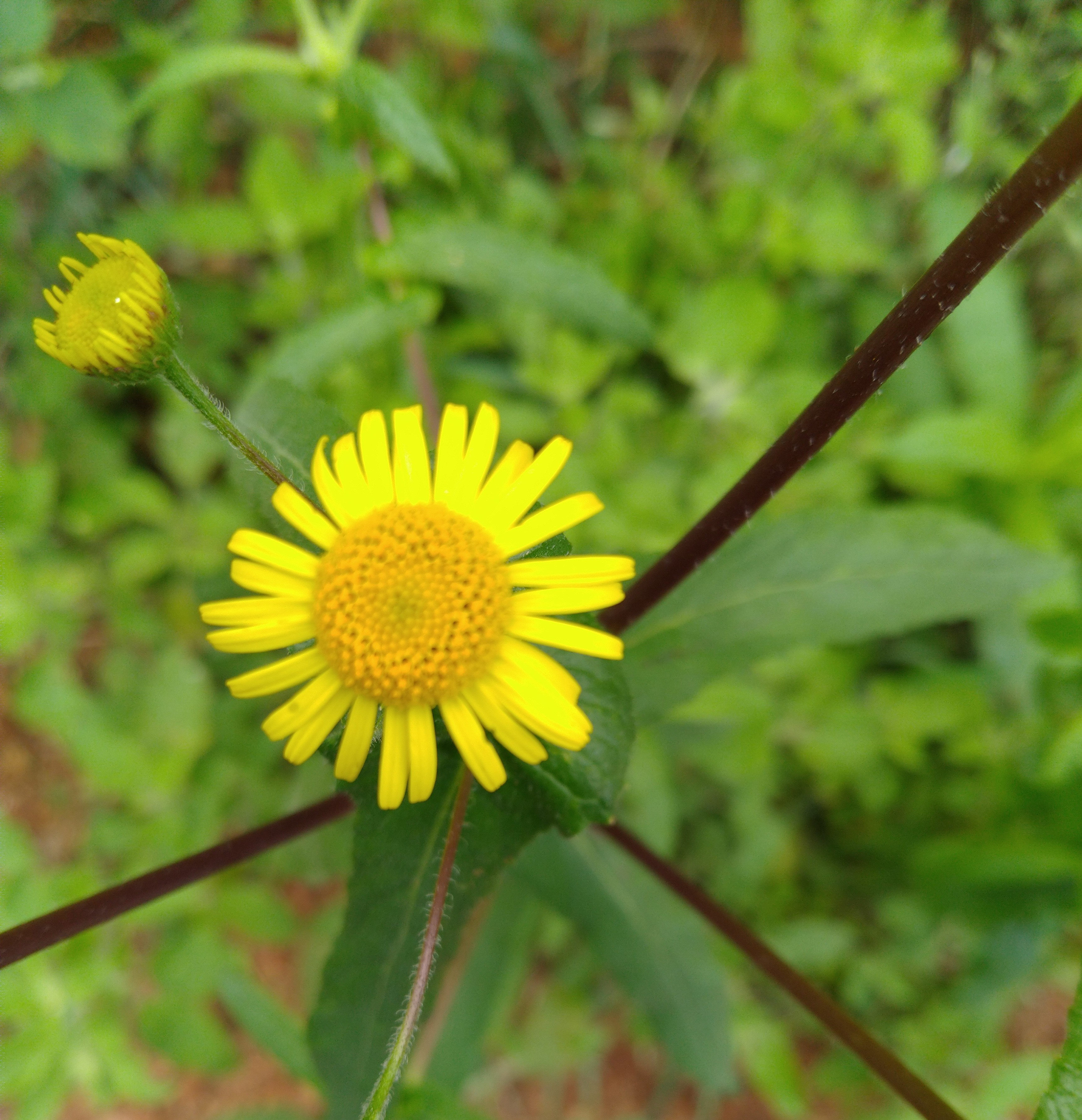
I fiori
Vicoa indica

Portamento. Questa sottotribù comprende alberi, arbusti, subarbusti ed erbe perenni o annue. Alcune specie si sono adattate ai brevi periodi vegetativi delle zone aride o a sviluppo salino (specie succulente). In questa tribù sono comprese specie ermafrodite, monoiche, dioiche oppure ginomonoiche.
Fusto. La parte sotterranea del fusto consiste prevalentemente in rizomi allungati o tuberosi (genere Jasonia). La parte aerea del fusto può essere provvista di condotti di resina (generi Blumea, Limbarda, Telekia e altri) oppure no. Generalmente il floema è privo di strati fibrosi; inoltre sono assenti i tessuti latticiferi.
Foglie. Le foglie lungo il caule sono disposte in modo alternato o eventualmente subopposto. La lamina può essere semplice, pennatifida o pennatosetta con bordi interi, seghettati o dentati. La consistenza può essere carnosa (generi Iphiona e Limbarda). La base della foglia può essere ristretta o decorrente lungo il picciolo (generi Calostephane, Geigeria, Laggera e altri).
Infiorescenza. Le infiorescenze sono formate da capolini sia solitari che in formazioni corimbose, panicolate o da forme più o meno da cilindriche sottili a sferiche. I capolini possono essere sia eterogami  che omogami di tipo sia radiato che discoide o disciforme.  I capolini sono formati da un involucro composto da brattee disposte in modo embricato al cui interno un ricettacolo fa da base ai fiori ligulati periferici o fiori del raggio e ai fiori tubulosi quelli centrali o del disco. I fiori possono essere più di 100. L'involucro può essere cilindrico, campanulato o a forma di coppa. Le brattee sono disposte generalmente su più righe; hanno consistenza erbacea o cartilaginea, ma senza margini ialini; gli stereomi non sono divisi. Il ricettacolo è piatto, convesso o concavo; può essere provvisto di pagliette (a protezione della base dei fiori) o esserne privo (nudo).
Fiori.  I fiori sono tetra-ciclici (formati cioè da 4 verticilli: calice – corolla – androceo – gineceo) e pentameri (calice e corolla formati da 5 elementi). Si distinguono in:
- fiori del raggio (esterni): sono femminili e sono disposti su una o più serie; la forma è ligulata (zigomorfa); possono anche mancare;
- fiori del disco (centrali): sono più numerosi con forme brevemente tubulose (attinomorfe); sono ermafroditi e fertili.

- Formula fiorale:

*/x K {\displaystyle \infty }, [C (5), A (5)], G 2 (infero), achenio
- Calice: i sepali del calice sono ridotti ad una coroncina di squame.

- Corolla: 
  - fiori del raggio: la forma della corolla alla base è più o meno tubulosa-imbutiforme, mentre all'apice è ligulata; la ligula può terminare con alcuni denti; il colore può essere giallo (normalmente), rosa, porpora, viola o bianco;
  - fiori del disco: la forma è tubulare bruscamente divaricata in 4-5 brevi lobi; il colore può essere giallo (normalmente), rosa, porpora o qualche volta bianco.

- Androceo: l'androceo è formato da 5 stami sorretti da filamenti generalmente liberi; gli stami sono connati e formano un manicotto circondante lo stilo; le teche (produttrici del polline) sono troncate e non sono speronate. La base delle antere può essere lunga o corta con code ramificate oppure no (raramente sono prive di coda). Il tessuto dell'endotecio è a forma radiata o polarizzata. Le cellule del collare dei filamenti sono piatte o di tipo mammelloso.

- Gineceo: il gineceo ha un ovario uniloculare infero formato da due carpelli.[6] Lo stilo è unico e con due stigmi nella parte apicale. Gli stigmi spesso sono provvisti di peli acuti che terminano sopra la biforcazione, oppure da peli ottusi che terminano ben al di sotto della biforcazione. Le superfici stigmatiche confluiscono all'apice, mentre alla base sono separate in due distinte linee (lignee stigmatiche marginali[8]). Il polline è spinuloso.

Frutti. I frutti sono degli acheni con pappo. Gli acheni in genere sono provvisti di 5 fasci vascolari; la forma è ellissoide, spiralata o a sezione triangolare, spesso con coste sclerenchimatiche. Talvolta sono presenti dei condotti o delle cavità resinose. La superficie è glabra o ricoperta da peli ghiandolari. Nei fiori funzionalmente maschili gli acheni spesso sono molto ridotti. L'epidermide dell'achenio è provvista di grandi cristalli di ossalato di calcio, oppure di cristalli simili alla sabbia, oppure ne è priva. Gli acheni dei fiori del raggio generalmente sono simili a quelli del disco, qualche volta più piatti. Il pappo è formato setole capillari, o setole capillari miste a piccole squame o larghe squame sole. Qualche volta il pappo ha la forma di una anello o anche è assente.

## Biologia
Impollinazione: l'impollinazione avviene tramite insetti (impollinazione entomogama tramite farfalle diurne e notturne).

Riproduzione: la fecondazione avviene fondamentalmente tramite l'impollinazione dei fiori (vedi sopra).

Dispersione: i semi (gli acheni) cadendo a terra sono successivamente dispersi soprattutto da insetti tipo formiche (disseminazione mirmecoria). In questo tipo di piante avviene anche un altro tipo di dispersione: zoocoria. Infatti gli uncini delle brattee dell'involucro (se presenti) si agganciano ai peli degli animali di passaggio disperdendo così anche su lunghe distanze i semi della pianta. Inoltre per merito del pappo (se presente) il vento può trasportare i semi anche a distanza di alcuni chilometri (disseminazione anemocora).

## Distribuzione e habitat
L'areale di questa sottotribù si trova principalmente in Europa e Asia.

## Sistematica
La famiglia di appartenenza di questa voce (Asteraceae o Compositae, nomen conservandum) probabilmente originaria del Sud America, è la più numerosa del mondo vegetale, comprende oltre 23.000 specie distribuite su 1.535 generi, oppure 22.750 specie e 1.530 generi secondo altre fonti (una delle checklist più aggiornata elenca fino a 1.679 generi). La famiglia attualmente (2021) è divisa in 16 sottofamiglie; la sottofamiglia Asteroideae è una di queste e rappresenta l'evoluzione più recente di tutta la famiglia.

### Filogenesi
La tribù Inuleae (comprendente le Inulinae) è una delle 21 tribù della sottofamiglia Asteroideae). Da un punto di vista filogenetico, la tribù Inuleae, all'interno della sottofamiglia, fa parte del "Helianthodae".
Non tutti i generi di questa sottotribù sono ben definiti. Il genere Blumea è un assemblaggio eterogeneo di specie con caratteristiche (specialmente micromorfologiche) anche molto diverse. Inula, il genere tipo, non è monofiletico com'è attualmente circoscritto; probabilmente generi come Telekia, Pentanema e Chrysophthalmum sono imparentati con Inula. Anche per il genere Pentanema sono stati sollevati dei dubbi sulla sua monofilia.
Attualmente (2025) la sottotribù è divisa in tre cladi principali: (1) una ramificazione precoce di alcuni generi, (2) il "Complesso di Pulicaria" e (3) il "Complesso di Inula".
- Gruppo basale: consiste nel clade Duhaldea-Caesulia-Blumea e la specie Vicoa indica.
- "Complesso di Pulicaria": è un gruppo monofiletico comprendente i generi Pallenis, Rhanterium, Pulicaria, Limbarda, Jasonia, Dittrichia e Iphiona.
- "Complesso di Inula": è monofiletico e comprende otto generi distribuiti in Eurasia e Africa: Amblyocarpum (incluso in Pentanema), Carpesium, Chrysophthalmum (*), Inula, Pentanema, Rhanteriopsis, Telekia e Varthemia (incluso in Pentanema). Questo gruppo è ulteriormente suddiviso in 4 sub-cladi più o meno relativi ad aree geografiche diverse.
- Il genere Buphthalmum, in particolare la specie B. salicifolium, si trova in posizione politomica con i due complessi Inula e Pulicaria.

Oltre ai dati delle analisi del DNA questa tassonomia è supportata dalla micromorfologia della cipsela. In particolare Inula helenium ha cipsele prismatiche (tetragone) e glabre, lunghe 3-5 mm, le restanti specie studiate hanno cipsele cilindriche (oblunghe), da glabre a densamente pelose, lunghe 0,5-3 mm.
Nota(*): il genere Chrysophthalmum è considerato, da alcune checklist sinonimo di Notopappus, un genere di piante angiosperme dicotiledoni della famiglia delle Asteraceae, sottofamiglia Asteroideae, tribù Astereae (North American lineage) e sottotribù Machaerantherinae.
Il cladogramma seguente, tratto dallo studio citato e semplificato, mostra una possibile configurazione filogenetica di alcuni generi della sottotribù (in base al tipo di DNA analizzato sono possibili altre strutture filogenetiche più o meno simili).
|  | Pallenis                             |
|  |                                      |
|  | Rhanterium                           |
|  |                                      |
|  | Limbarda                             |
|  |                                      |
|  | Jasonia-Pulicaria-Dittrichia-Iphiona |
|  |                                      |

| Clade B | Chrysophthalmum 1-Carpesium |
|         | Chrysophthalmum 1-Carpesium |
|         | \| Clade C \| Rhanteriopsis-Chrysophthalmum 2 \| \| \| Rhanteriopsis-Chrysophthalmum 2 \| \| Clade D \| Pentanema \| \| \| Pentanema \| |
|         | |
| Clade C | Rhanteriopsis-Chrysophthalmum 2 |
|         | Rhanteriopsis-Chrysophthalmum 2 |
| Clade D | Pentanema |
|         | Pentanema |

| Clade C | Rhanteriopsis-Chrysophthalmum 2 |
|         | Rhanteriopsis-Chrysophthalmum 2 |
| Clade D | Pentanema                       |
|         | Pentanema                       |

| Clade B | Chrysophthalmum 1-Carpesium |
|         | Chrysophthalmum 1-Carpesium |
|         | \| Clade C \| Rhanteriopsis-Chrysophthalmum 2 \| \| \| Rhanteriopsis-Chrysophthalmum 2 \| \| Clade D \| Pentanema \| \| \| Pentanema \| |
|         | |
| Clade C | Rhanteriopsis-Chrysophthalmum 2 |
|         | Rhanteriopsis-Chrysophthalmum 2 |
| Clade D | Pentanema |
|         | Pentanema |

| Clade C | Rhanteriopsis-Chrysophthalmum 2 |
|         | Rhanteriopsis-Chrysophthalmum 2 |
| Clade D | Pentanema                       |
|         | Pentanema                       |

|  | Pallenis                             |
|  |                                      |
|  | Rhanterium                           |
|  |                                      |
|  | Limbarda                             |
|  |                                      |
|  | Jasonia-Pulicaria-Dittrichia-Iphiona |
|  |                                      |

| Clade B | Chrysophthalmum 1-Carpesium |
|         | Chrysophthalmum 1-Carpesium |
|         | \| Clade C \| Rhanteriopsis-Chrysophthalmum 2 \| \| \| Rhanteriopsis-Chrysophthalmum 2 \| \| Clade D \| Pentanema \| \| \| Pentanema \| |
|         | |
| Clade C | Rhanteriopsis-Chrysophthalmum 2 |
|         | Rhanteriopsis-Chrysophthalmum 2 |
| Clade D | Pentanema |
|         | Pentanema |

| Clade C | Rhanteriopsis-Chrysophthalmum 2 |
|         | Rhanteriopsis-Chrysophthalmum 2 |
| Clade D | Pentanema                       |
|         | Pentanema                       |

| Clade B | Chrysophthalmum 1-Carpesium |
|         | Chrysophthalmum 1-Carpesium |
|         | \| Clade C \| Rhanteriopsis-Chrysophthalmum 2 \| \| \| Rhanteriopsis-Chrysophthalmum 2 \| \| Clade D \| Pentanema \| \| \| Pentanema \| |
|         | |
| Clade C | Rhanteriopsis-Chrysophthalmum 2 |
|         | Rhanteriopsis-Chrysophthalmum 2 |
| Clade D | Pentanema |
|         | Pentanema |

| Clade C | Rhanteriopsis-Chrysophthalmum 2 |
|         | Rhanteriopsis-Chrysophthalmum 2 |
| Clade D | Pentanema                       |
|         | Pentanema                       |

|  | Pallenis                             |
|  |                                      |
|  | Rhanterium                           |
|  |                                      |
|  | Limbarda                             |
|  |                                      |
|  | Jasonia-Pulicaria-Dittrichia-Iphiona |
|  |                                      |

| Clade B | Chrysophthalmum 1-Carpesium |
|         | Chrysophthalmum 1-Carpesium |
|         | \| Clade C \| Rhanteriopsis-Chrysophthalmum 2 \| \| \| Rhanteriopsis-Chrysophthalmum 2 \| \| Clade D \| Pentanema \| \| \| Pentanema \| |
|         | |
| Clade C | Rhanteriopsis-Chrysophthalmum 2 |
|         | Rhanteriopsis-Chrysophthalmum 2 |
| Clade D | Pentanema |
|         | Pentanema |

| Clade C | Rhanteriopsis-Chrysophthalmum 2 |
|         | Rhanteriopsis-Chrysophthalmum 2 |
| Clade D | Pentanema                       |
|         | Pentanema                       |

| Clade B | Chrysophthalmum 1-Carpesium |
|         | Chrysophthalmum 1-Carpesium |
|         | \| Clade C \| Rhanteriopsis-Chrysophthalmum 2 \| \| \| Rhanteriopsis-Chrysophthalmum 2 \| \| Clade D \| Pentanema \| \| \| Pentanema \| |
|         | |
| Clade C | Rhanteriopsis-Chrysophthalmum 2 |
|         | Rhanteriopsis-Chrysophthalmum 2 |
| Clade D | Pentanema |
|         | Pentanema |

| Clade C | Rhanteriopsis-Chrysophthalmum 2 |
|         | Rhanteriopsis-Chrysophthalmum 2 |
| Clade D | Pentanema                       |
|         | Pentanema                       |

|  | Pallenis                             |
|  |                                      |
|  | Rhanterium                           |
|  |                                      |
|  | Limbarda                             |
|  |                                      |
|  | Jasonia-Pulicaria-Dittrichia-Iphiona |
|  |                                      |

| Clade B | Chrysophthalmum 1-Carpesium |
|         | Chrysophthalmum 1-Carpesium |
|         | \| Clade C \| Rhanteriopsis-Chrysophthalmum 2 \| \| \| Rhanteriopsis-Chrysophthalmum 2 \| \| Clade D \| Pentanema \| \| \| Pentanema \| |
|         | |
| Clade C | Rhanteriopsis-Chrysophthalmum 2 |
|         | Rhanteriopsis-Chrysophthalmum 2 |
| Clade D | Pentanema |
|         | Pentanema |

| Clade C | Rhanteriopsis-Chrysophthalmum 2 |
|         | Rhanteriopsis-Chrysophthalmum 2 |
| Clade D | Pentanema                       |
|         | Pentanema                       |

| Clade B | Chrysophthalmum 1-Carpesium |
|         | Chrysophthalmum 1-Carpesium |
|         | \| Clade C \| Rhanteriopsis-Chrysophthalmum 2 \| \| \| Rhanteriopsis-Chrysophthalmum 2 \| \| Clade D \| Pentanema \| \| \| Pentanema \| |
|         | |
| Clade C | Rhanteriopsis-Chrysophthalmum 2 |
|         | Rhanteriopsis-Chrysophthalmum 2 |
| Clade D | Pentanema |
|         | Pentanema |

| Clade C | Rhanteriopsis-Chrysophthalmum 2 |
|         | Rhanteriopsis-Chrysophthalmum 2 |
| Clade D | Pentanema                       |
|         | Pentanema                       |

Ulteriori ricerche, non riportare nel cladogramma, hanno ulteriormente affinato la conoscenza sui complicati rapporti dei generi di questa sottotribù. 
I caratteri distintivi del gruppo sono:
- gli stili sono provvisti di peli acuti che terminano sopra la biforcazione;
- le cellule dell'epidermide dell'achenio contengono un grande cristallo di ossalato di calcio;
- il colore dei fiori è spesso giallo (raramente è bianco);
- i fiori del raggio sono lunghi o corti.

### Composizione della tribù
La sottotribù comprende 26 generi e 406 specie.
| Genere                                    | Nr. specie                                            | Distribuzione                                                                                       | Caratteri più significativi | Fiori |
| ----------------------------------------- | ----------------------------------------------------- | --------------------------------------------------------------------------------------------------- | --- | ----- |
| Allagopappus Cass., 1828                  | 2                                                     | Isole Canarie                                                                                       | Le cellule dell'epidermide dei fiori del disco sono prive di cristalli a forma di ago. - I rami degli arbusti sono disposti in modo dicotomico.                                                                 |       |
| Anvillea DC., 1836                        | 2                                                     | Mediterraneo meridionale (dal Marocco fino all'Iran)                                                | Le brattee involucrali sono connate in forma di cupola. - Il ricettacolo è fortemente concavo. |       |
| Asteriscus Moench, 1794                   | 9                                                     | Mediterraneo e alcune aree più interne                                                              | I fiori del raggio sono ben sviluppati. - La forma degli acheni è più o meno piramidale. - Lungo i margini degli acheni sono provviste delle cavità secretorie.                                                 |       |
| Blumea Augustin Pyramus de Candolle, 1833 | 96                                                    | Africa, Asia tropicale e Australia                                                                  | Le foglie sono dentate o intere, raramente sono lobate. - I fiori femminili sono filiformi. - I fiori del disco in genere sono perfetti (ermafroditi e fertili).                                                |       |
| Buphthalmum L., 1753                      | 3                                                     | Europa (paesi meridionali a clima più arido)                                                        | Le foglie sono piatte. - Le antere sono acute e con coda. - Gli acheni dei fiori periferici hanno una forma trigona e sono alati.                                                                               |       |
| Caesulia Roxb., 1798                      | Una specie: Caesulia axillaris Roxb., 1798            | Dal Pakistan al Myanmar                                                                             | Tutti i capolini secondari sono sessili. - I capolini sono protetti da foglie ascellari. |       |
| Carpesium L., 1753                        | 21                                                    | Fascia temperata che va dal Portogallo al Giappone                                                  | I fiori femminili sono tubulosi. - Gli acheni sono contratti in un becco. |       |
| Chiliadenus Cass., 1825                   | 10                                                    | In modo discontinuo in Africa settentrionale, Europa occidentale/mediterranea e Asia occidentale    | I capolini sono di tipo discoide. - Le brattee involucrali interne sono scariose e cigliate all'apice. |       |
| Dittrichia Greuter, 1973                  | 2                                                     | Dall'areale del Mediterraneo fino al Pakistan.                                                      | Il tessuto endoteciale delle antere è distintamente polarizzato. - Gli acheni sono contratti. - Il pappo è formato da alcune setole connate in una cupola.                                                      |       |
| Duhaldea < DC., 1836                      | 13                                                    | Dall'India alla Cina                                                                                | La forma degli acheni è regolare (non contratta). - Il pappo non è chiuso nella parte distale. - Il tessuto endoteciale delle antere è distintamente polarizzato.                                               |       |
| Inula L., 1753                            | 78                                                    | Eurasia, Africa e introdotto in America                                                             | I capolini sono grandi con molti fiori. - Il pappo è formato da molte setole. |       |
| Iphiona Cass., 1817                       | 13                                                    | Africa nord-orientale, Penisola Araba e Asia dall'Iran all'India                                    | Le foglie sono trifide, pennatifide e a forma di ago. - L'epidermide della corolla dei fiori del disco è cosparsa di cristalli aghiformi. - Le pareti delle cellule dell'epidermide delle corolle sono sinuose. |       |
| Jasonia Cass., 1815                       | Una specie: Jasonia tuberosa (L.) DC., 1836           | Francia, Spagna e Portogallo                                                                        | I capolini sono del tipo radiato. - Le brattee involucrali interne non sono scariose e cigliate. - Il tessuto endoteciale delle antere è polarizzato.                                                           |       |
| Lifago Schweinf. & Muschl., 1911          | Una specie: Lifago dielsii Schweinf. & Muschl., 1911  | Marocco e Algeria                                                                                   | Le pagliette del ricettacolo sono villose. - Gli acheni sono villosi per peli arrotolati. |       |
| Limbarda Adans, 1763                      | Una specie: Limbarda crithmoides (L.) Dumort., 1827   | Areale del Mediterraneo e isole Britanniche                                                         | Le foglie sono cilindriche, carnose, succulente e talvolta tridentate all'apice. - Gli acheni sono provvisti di cinque condotti secretori.                                                                      |       |
| Pallenis (Cass.) Cass., 1822              | 6                                                     | Areale del Mediterraneo dal Sahara Occidentale fino all'Iran                                        | Il portamento è erbaceo con foglie piatte. - I capolini sono sottesi da una riga di brattee simili a foglie |       |
| Pentanema Cass., 1818                     | 34                                                    | Eurasia e Africa settentrionale.                                                                    | In genere i capolini sono eterogami. - Le foglie sono compatte, piatte con forme ellittiche. - I fiori sono gialli.                                                                                             |       |
| Perralderia Coss., 1859                   | 3                                                     | Africa mediterranea/occidentale                                                                     | Le cellule dell'epidermide delle corolle hanno delle pareti diritte. - L'epidermide dei fiori del disco contengono dei lunghi cristalli con forme di ago.                                                       |       |
| Pseudoconyza Cuatrec., 1961               | Una specie: Pseudoconyza viscosa (Mill.) D'Arcy, 1973 | Areale equatoriale dell'America, Africa e Asia                                                      | Le antere hanno le code. - Le setolo spesso sono dentate. |       |
| Pulicaria Gaertn., 1791                   | 81                                                    | Europa, America del nord (parte orientale - introdotto), Asia temperata/centrale e Africa del Nord. | Il portamento è erbaceo oppure arbustivo e ramoso. - Il tessuto endoteciale delle antere è radiale |       |
| Rhanteriopsis Rauschert, 1982             | 5                                                     | Asia occidentale (dall'Anatolia all'Iran)                                                           | Le foglie hanno una visibile venatura reticolata. - Il pappo è formato da setole piatte. |       |
| Rhanterium Desf., 1799                    | 4                                                     | Africa mediterranea occidentale e Asia occidentale.                                                 | Le brattee involucrali interne racchiudono i fiori esterni. - Il pappo è assente o formato da setole molto piatte.                                                                                              |       |
| Schizogyne Cass., 1828                    | 2                                                     | Isole Canarie                                                                                       | I capolini sono piccoli e con pochi fiori. - Le foglie sono affusolate e carnose. - Il pappo e poco setoloso.                                                                                                   |       |
| Telekia Baumg., 1817                      | Una specie: Telekia speciosa (Schreb.) Baumg., 1817   | Europa e Asia occidentale                                                                           | Le foglie possono arrivare fino a 50 cm di lunghezza, sono picciolate con lamina cordata. - Gli acheni sono glabri o sparsamente pelosi.                                                                        |       |
| Vicoa Cass., 1829                         | 15                                                    | Africa e Asia                                                                                       | I capolini sono eterogami radiati. - Le foglie sono compatte, piatte con forme lanceolato-ellittiche. - I fiori sono gialli.                                                                                    |       |
| Vieraea Webb ex Sch.Bip., 1844.           | Una specie: Vieraea laevigata (Willd.) Webb, 1844     | Isole Canarie                                                                                       | Le foglie sono semplici, piatte con forme ellittiche. - Le cellule dell'epidermide della corolla dei fori del disco sono prive di cristalli. - Le pareti delle cellule sono inoltre diritte.                    |       |

Note
(1) In precedenti trattazioni le specie del genere Pseudoconyza sono descritte all'interno del genere Blumea appartenente al "Gruppo basale" della sottotribù Inulinae. Altre pubblicazioni meno recenti inseriscono  Pseudoconyza nella sottotribù Plucheinae.
(2) I generi Freya V.M.Badillo  (una specie) e Monactinocephalus Klatt (una specie) potrebbero appartenere a questa sottoribù.

### Chiave per i generi
Per comprendere meglio ed individuare i vari generi della sottotribù, l'elenco seguente utilizza in parte il sistema delle chiavi analitiche (vengono cioè indicate solamente quelle caratteristiche utili a distingue un gruppo dall'altro)

- 1A: il ricettacolo è provvisto di pagliette a protezione della base dei fiori;

- 2A: le brattee dell'involucro sono concrescenti e formano una specie di tazza a forma di spirale; il ricettacolo è fortemente concavo;

genere Anvillea.
- 2B: le brattee dell'involucro non formano una tazza; il ricettacolo è piatto o convesso;

- 3A: le pagliette del ricettacolo sono villose; gli acheni sono pubescenti per peli disposti a spirale;

genere Lifago.
- 3B: le pagliette del ricettacolo non sono villose; gli acheni sono glabri o sparsamente pubescenti;

- 4A: le foglie sono più lunghe di 50 cm, sono picciolate e con la lamina a contorno cordato;

genere Telekia.
- 4B: le foglie sono più piccole, non sono distintamente picciolate e la lamina non è cordata;

- 5A: le brattee più interne dell'involucro sono connate ai fiori più esterni; il pappo è formato da setole molto appiattite, oppure è assente;

genere Rhanterium.
- 5B: le brattee dell'involucro non sono connate ai fiori;

- 6A: il reticolo di venature delle foglie è sporgente; il pappo è formato da setole piatte;

genere Rhanteriopsis.
- 6B: le foglie sono sprovviste di venature sporgenti; il pappo è formato da scaglie oppure è assente;

- 7A: i capolini sono omogami o a forma minutamente radiata; gli acheni hanno una forma ellittica;

genere Chrysophthalmum (sinonimo di Notopappus sottotribù Machaerantherinae).
- 7B: i capolini sono provvisti di fiori del raggio ben sviluppati; gli acheni sono più o meno a sezione triangolare;

- 8A: gli acheni possiedono delle cavità secretorie incamerate lungo i margini;

genere Asteriscus.
- 8B: gli acheni sono privi di cavità secretorie lungo i margini;

- 9A: l'habitus delle piante è arbustivo; le foglie sono aghiformi e piuttosto dentate;

genere Asteriscus  (ex genere Ighermia).
- 9B: l'habitus delle piante è erbaceo; la lamina delle foglie è piatta (e non sono simili ad aghi);

genere Pallenis: i capolini sono sottesi da una riga di brattee fogliacee.
genere Buphthalmum:  i capolini alla base sono privi di una riga di brattee.
- 1B: il ricettacolo è privo di pagliette;

- 10A: il pappo è formato da setole, oppure da setole capillari e piccole scaglie;

- 11A: il pappo è formato solamente da setole;

- 12A: le setole del pappo sono di lunghezze diverse e disposte su più righe;

genere Iphiona (parte delle specie): la forma delle foglie è trifida, pennatifida, aghiformi o cilindrico-affusolata; l'epidermide della corolla dei fiori del disco è ricoperta da lunghi cristalli a forma di ago; le pareti cellulari sono sinuose.
genere Vieraea: a forma delle foglie è semplice, piatta e ellittica; l'epidermide della corolla dei fiori del disco è priva di cristalli; le pareti cellulari sono diritte.
- 12B: le setole del pappo sono di lunghezze più o meno uguali e disposte su una o alcune righe;

- 13A: le foglie hanno una consistenza carnosa, con forme semicircolari e qualche volta tridentate all'apice; gli acheni sono provvisti di 5 condotti secretori;

genere Limbarda.
- 13B: le foglie non sono né carnose né tridentate;

- 14A: i capolini sono provvisti di fiori femminili filiformi;

genere Blumea (s.str.).
- 14B: i capolini sono provvisti solamente di fiori ermafroditi fertili, oppure con fiori femminili radiati;

- 15A: il tessuto dell'endotecio delle antere è polarizzato;

genere Dittrichia: gli acheni hanno una forma contratta; le setole basali del pappo sono connate all'interno di una tazza spiralata.
genere Duhaldea: gli acheni non hanno una forma contratta; le setole basali del pappo non sono connate all'interno di una tazza.
- 15B: il tessuto dell'endotecio delle antere è radiale;

- 16A: i capolini sono piccoli con pochi fiori; il pappo è formato da poche setole;

- 17A: le foglie sono circolari-affusolate quasi fossero carnose;

genere Schizogyne.
- 17B: le foglie hanno una lamina piatta e non sono carnose;

genere Varthemia (sinonimo di Pentanema): i capolini sono omogami con fiori ermafroditi e fertili; le piante hanno un portamento eretto con rami divaricati; le foglie hanno la lamina da lanceolata a strettamente oblunga.
genere Pentanema: i capolini sono generalmente eterogami con all'esterno fiori femminili da radiati a quasi tubolari; se tutti i fiori sono ermafroditi, allora le piante hanno un portamento compatto con foglie ellittiche.
- 16B: i capolini sono grandi con molti fiori; il pappo è formato da molte setole;

genere Inula.
- 11B: il pappo è formato da setole e piccole scaglie;

- 18A: le cellule dell'epidermide dei fiori del disco contengono cristalli a forma di aghi allungati;

genere Iphiona (parte delle specie):  le pareti cellulari delle corolle sono sinuose.
genere Perralderia: le pareti cellulari delle corolle sono diritte.
- 18B:  le cellule dell'epidermide dei fiori del disco sono prive di cristalli a forma di ago;

- 19A: i rami degli arbusti sono disposti in modo dicotomico;

genere Allagopappus.
- 19B: le piante hanno un habitus erbaceo o arbustivo con rami disposti in modo normale;

- 20A: il tessuto dell'endotecio delle antere è radiale;

genere Pulicaria.
- 20B: il tessuto dell'endotecio delle antere è polarizzato;

genere Jasonia: i capolini sono radiati; le brattee interne dell'involucro non sono scariose e non sono cigliate all'apice.
genere Chiliadenus:  i capolini sono discoidi; le brattee interne dell'involucro sono scariose e cigliate all'apice.
- 10B: il pappo è assente;

genere Pentanema (ex. genere Amblyocarpum): i capolini sono provvisti di piccoli fiori del raggio; gli acheni non sono contratti in un becco.
genere Carpesium: i capolini sono provvisti di fiori femminili tubolari; gli acheni sono contratti in un becco.

### Generi della flora spontanea italiana
Nella flora spontanea italiana sono presenti i seguenti generi di questo gruppo:
Asteriscus (una specie)
- Asteriscus aquaticus (L.) Less. - Asterisco.

Buphthalmum (3 specie)
- Buphthalmum salicifolium  L. - Asteroide salicino
- Buphthalmum inuloides  Moris - Asteroide di Sardegna
- Buphthalmum speciosissimum L.

Carpesium (2 specie)
- Carpesium abrotanoides  L. - Capo-chino enulino.
- Carpesium cernuum  L. - Capo-chino comune.

Dittrichia (2 specie)
- Dittrichia graveolens (L.) Greuter - Inula fetida.
- Dittrichia viscosa (L.) Greuter - Inula vischiosa.

Inula (una specie)
- Inula helenium L. - Enula campana.

Pallenis (2 specie)
- Pallenis spinosa  (L.) Cass. - Asterisco spinoso.
- Pallenis maritima  (L.) Greuter - Asterisco marittimo.

Pentanema (11 specie)
- Pentanema bifrons (L.) D.Gut.Larr., Santos-Vicente, Anderb., E.Rico & M.M.Mart.Ort.
- Pentanema britannica (L.) D.Gut.Larr., Santos-Vicente, Anderb., E.Rico & M.M.Mart.Ort.
- Pentanema squarrosum (L.) D.Gut.Larr., Santos-Vicente, Anderb., E.Rico & M.M.Mart.Ort.
- Pentanema ensifolium (L.) D.Gut.Larr., Santos-Vicente, Anderb., E.Rico & M.M.Mart.Ort.
- Pentanema germanicum (L.) D.Gut.Larr., Santos-Vicente, Anderb., E.Rico & M.M.Mart.Ort.
- Pentanema helveticum (Weber) D.Gut.Larr., Santos-Vicente, Anderb., E.Rico & M.M.Mart.Ort.
- Pentanema hirtum (L.) D.Gut.Larr., Santos-Vicente, Anderb., E.Rico & M.M.Mart.Ort.
- Pentanema montanum (L.) D.Gut.Larr., Santos-Vicente, Anderb., E.Rico & M.M.Mart.Ort.
- Pentanema salicinum (L.) D.Gut.Larr., Santos-Vicente, Anderb., E.Rico & M.M.Mart.Ort.
- Pentanema spiraeifolium (L.) D.Gut.Larr., Santos-Vicente, Anderb., E.Rico & M.M.Mart.Ort.
- Pentanema verbascifolium (Willd.) D.Gut.Larr., Santos-Vicente, Anderb., E.Rico & M.M.Mart.Ort.

Pulicaria (5 specie)
- Pulicaria sicula (L.) Moris - Incensaria siciliana.
- Pulicaria vulgaris Gaertner - Incensaria fetida.
- Pulicaria clausonis Pomel.
- Pulicaria dysenterica (L.) Bernh. - Incensaria comune.
- Pulicaria odora (L.) Rchb. - Incensaria odorosa.

Limbarda (una specie)
- Limbarda crithmoides (L.) Dumort., 1827 - Enula marina.

Telekia (una specie)
- Telekia speciosa (Schreb.) Baumg., 1817  - Telekia maggiore.

## Alcune specie

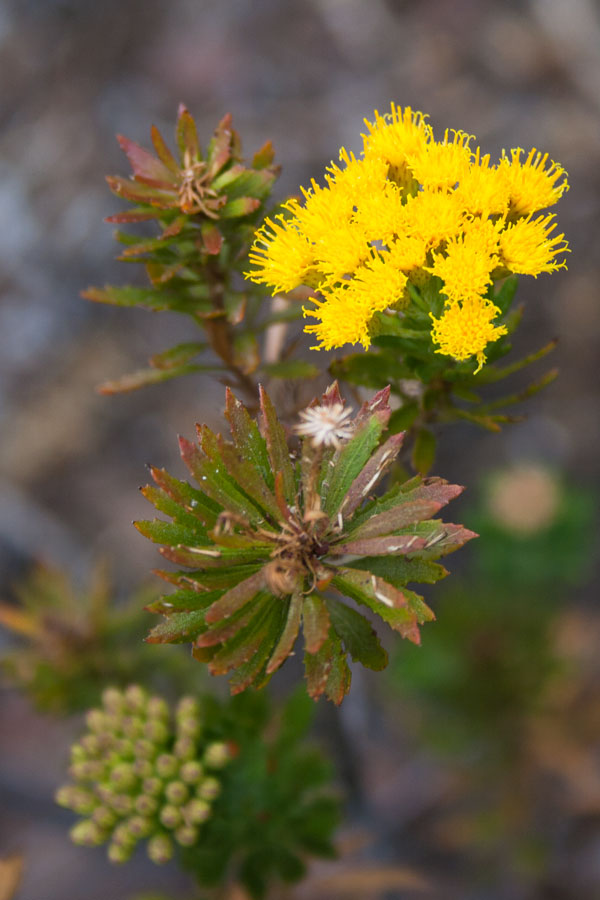
Allagopappus canariensis
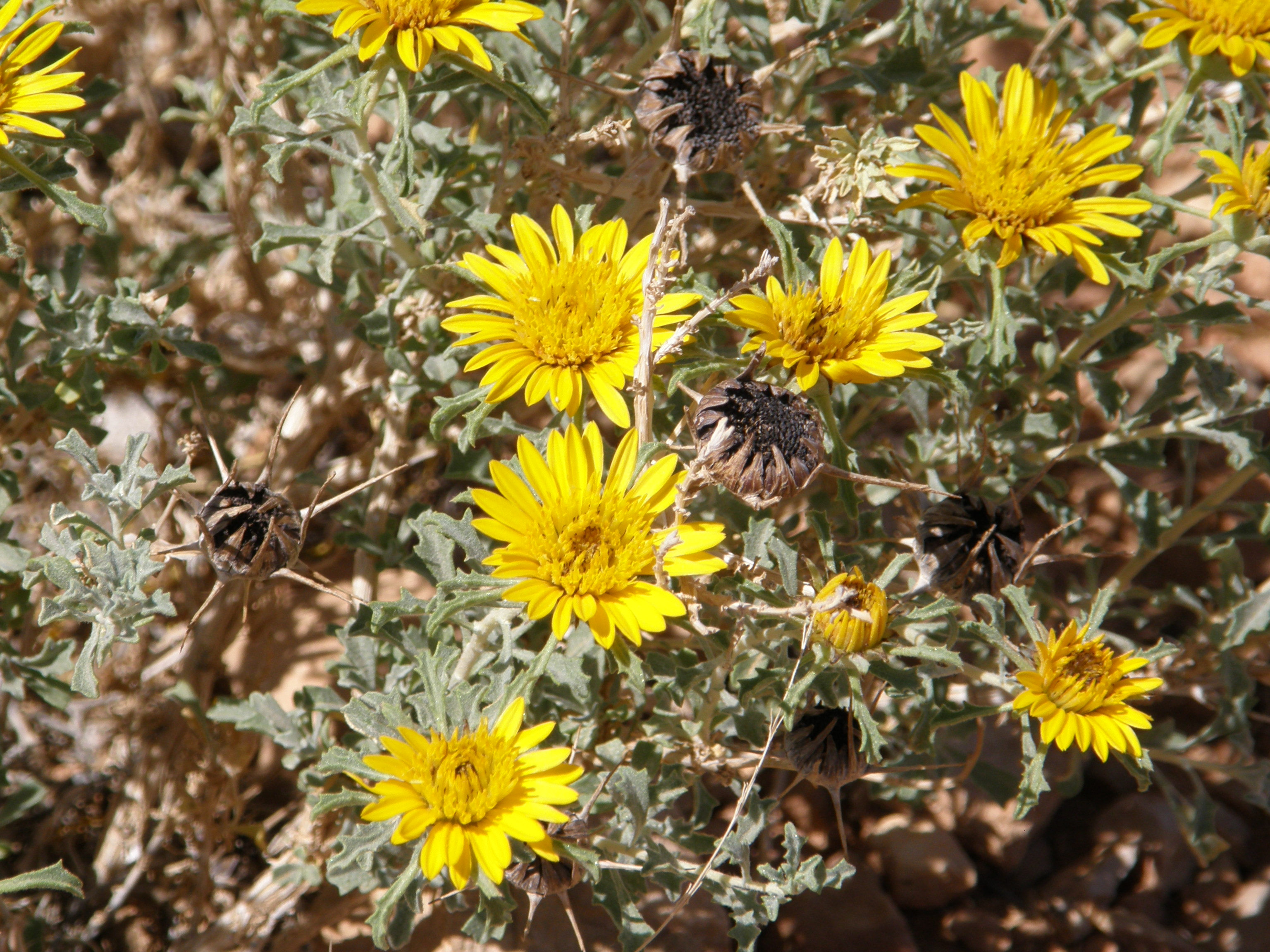
Anvillea garcinii subsp. radiata
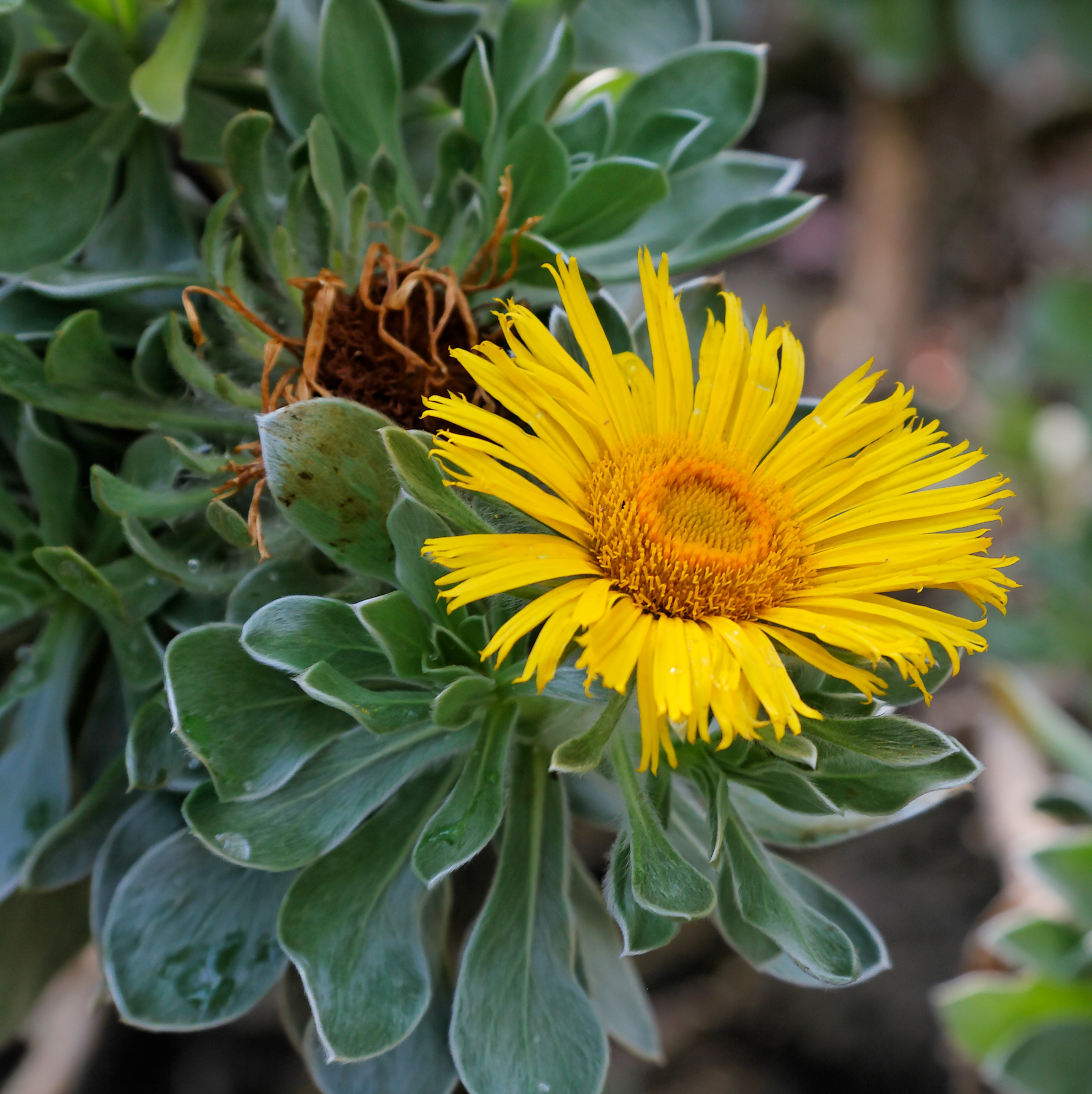
Asteriscus sericeus
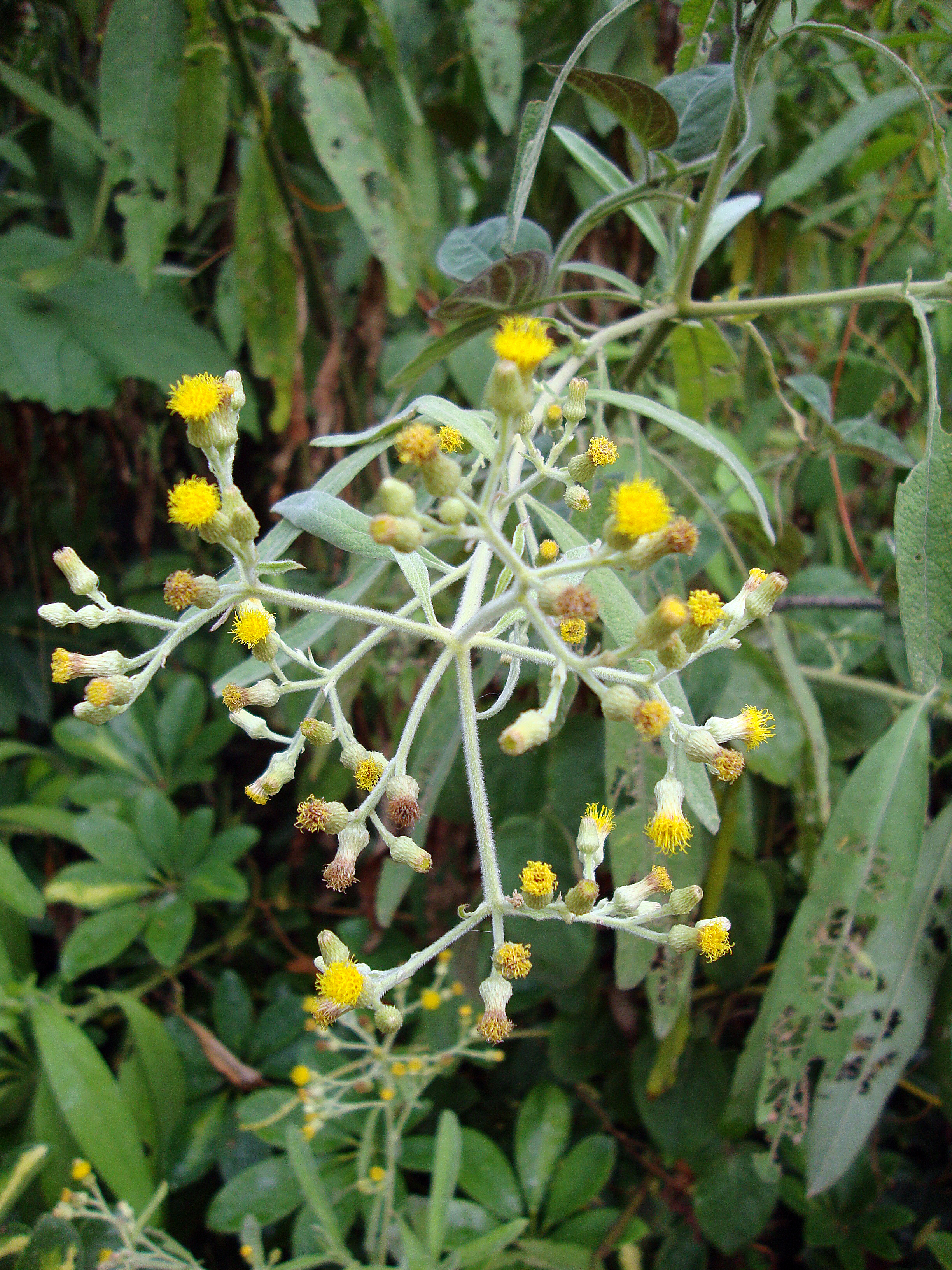
Blumea balsamifera
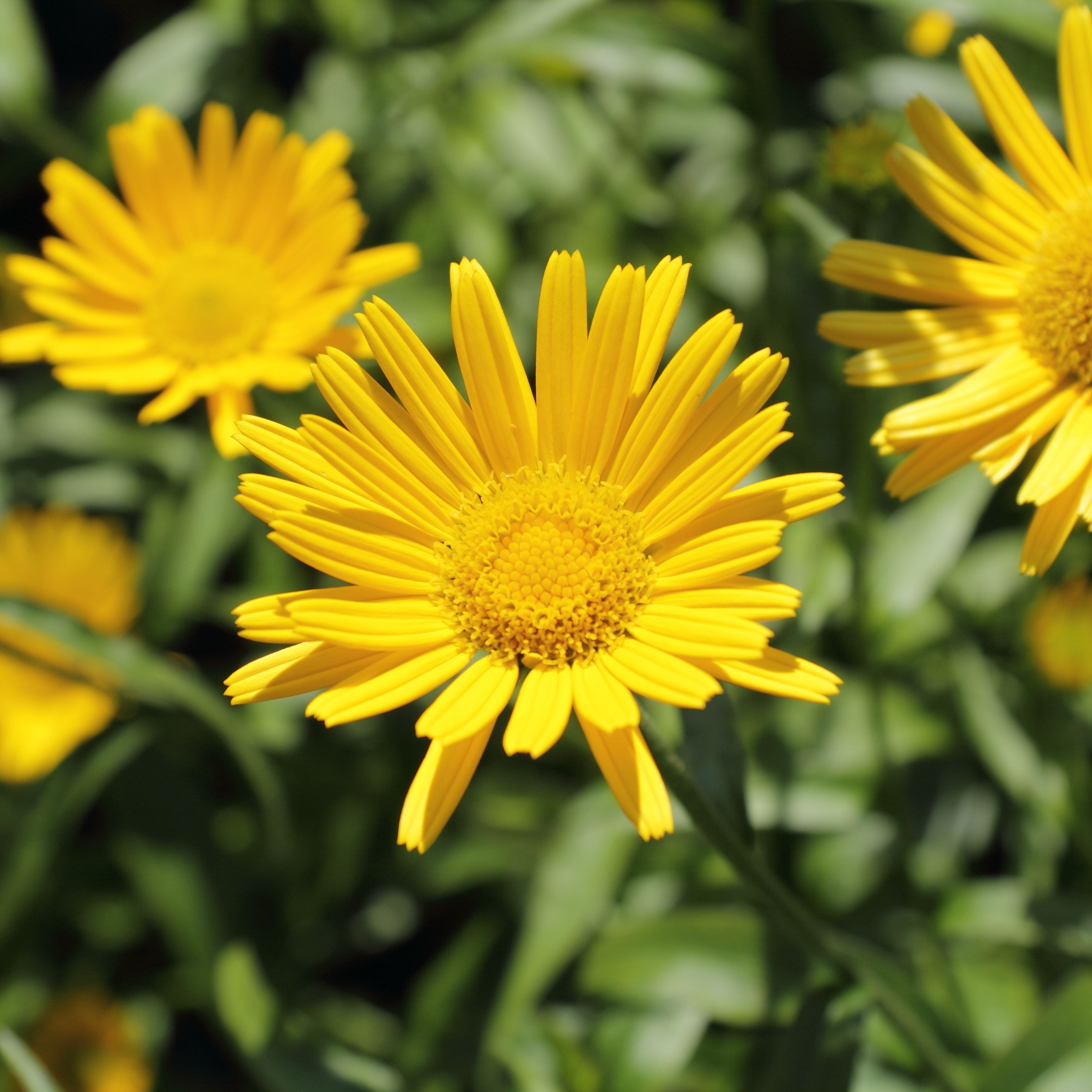
Buphthalmum salicifolium
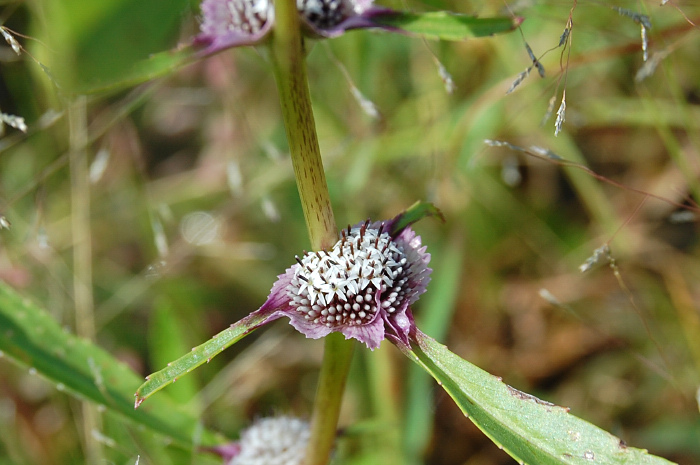
Caesulia axillaris
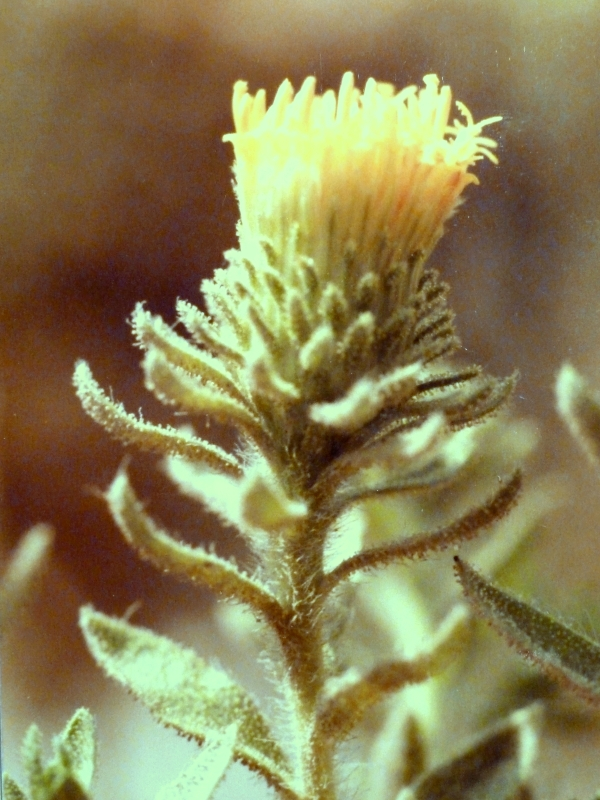
Chiliadenus glutinosus
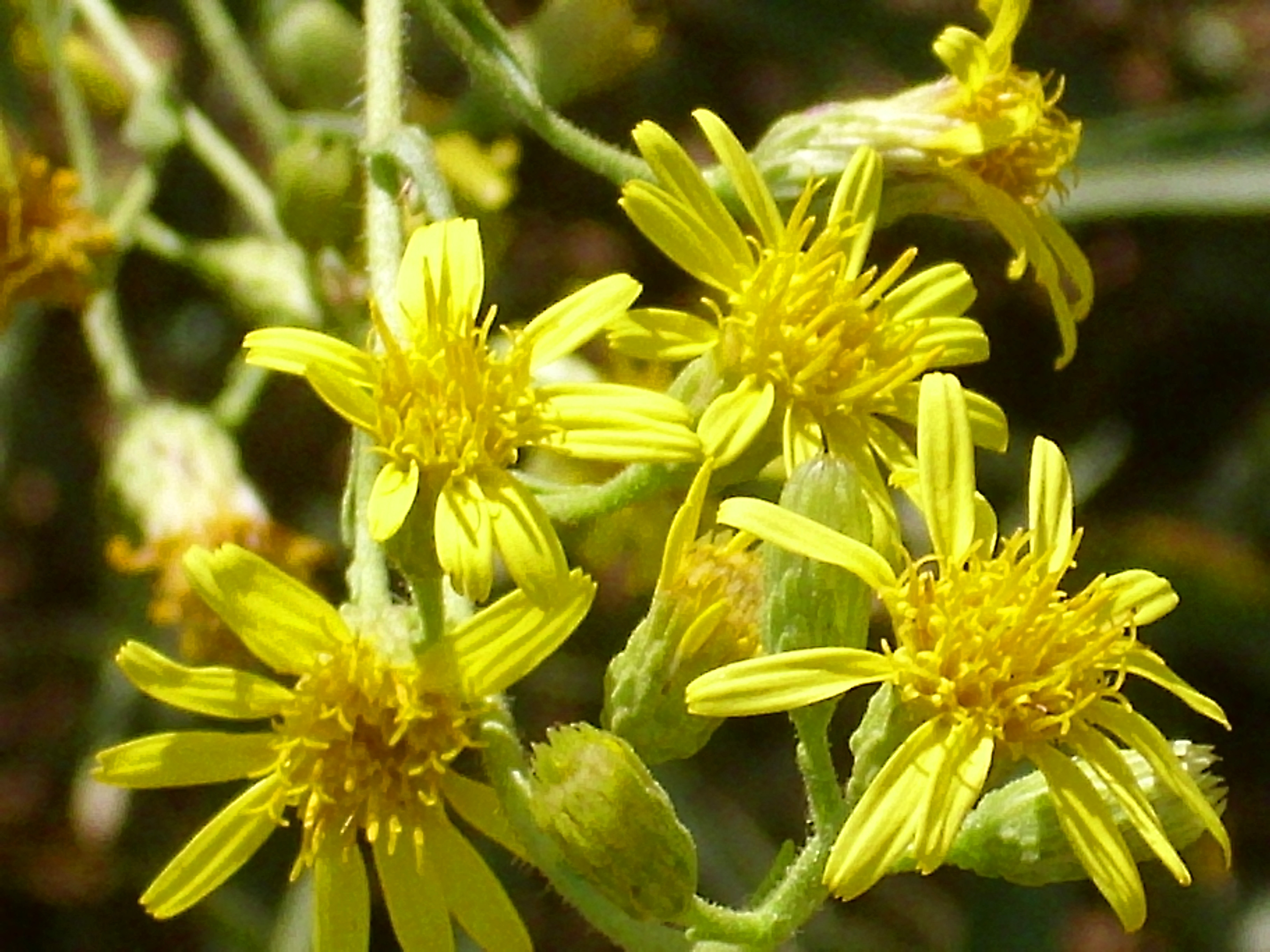
Dittrichia viscosa
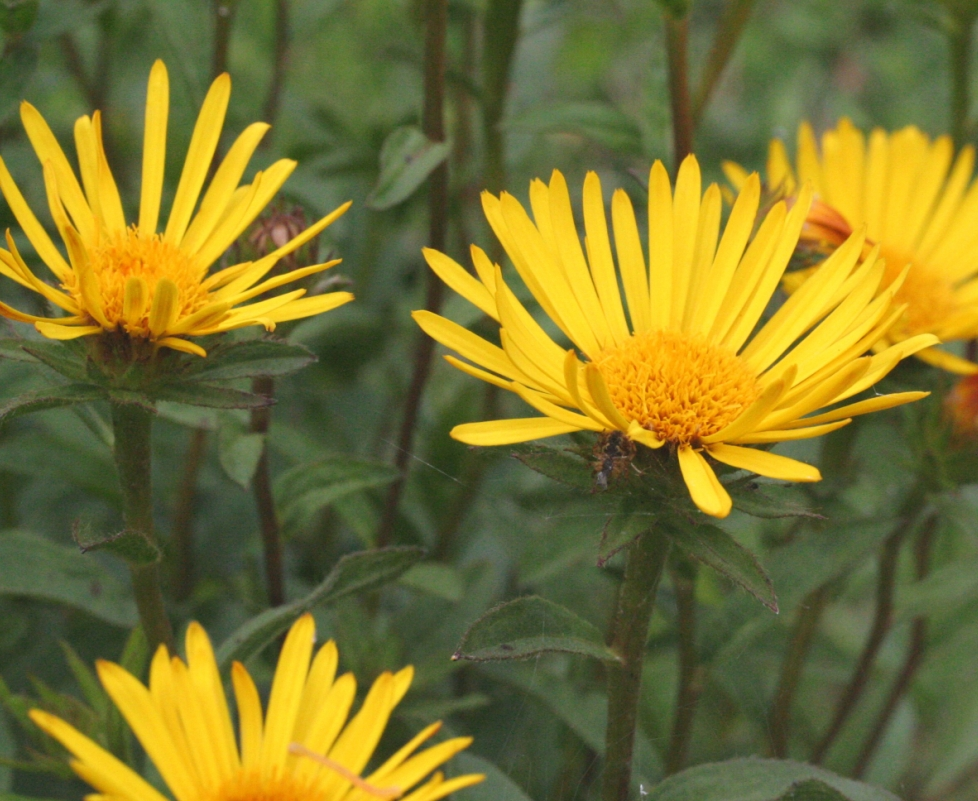
Inula hirta
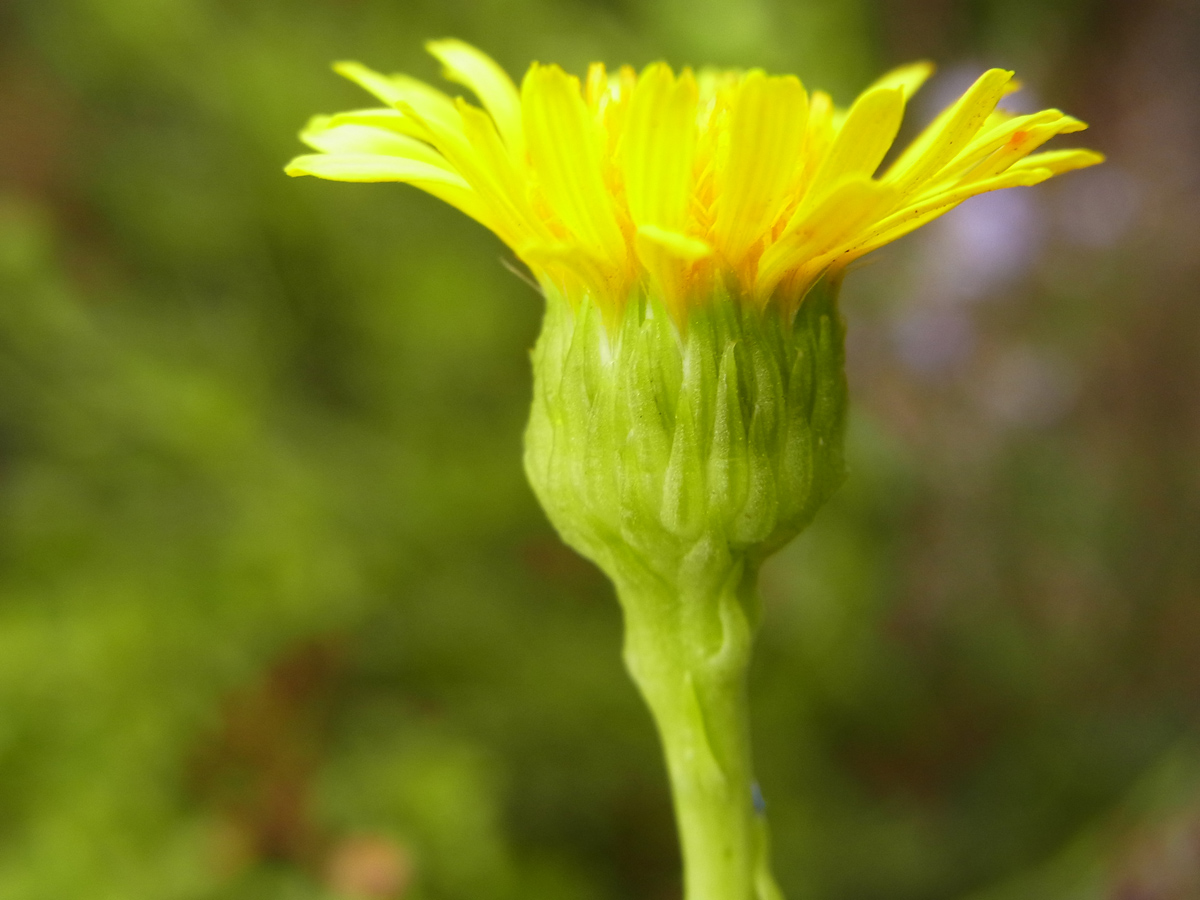
Limbarda crithmoides
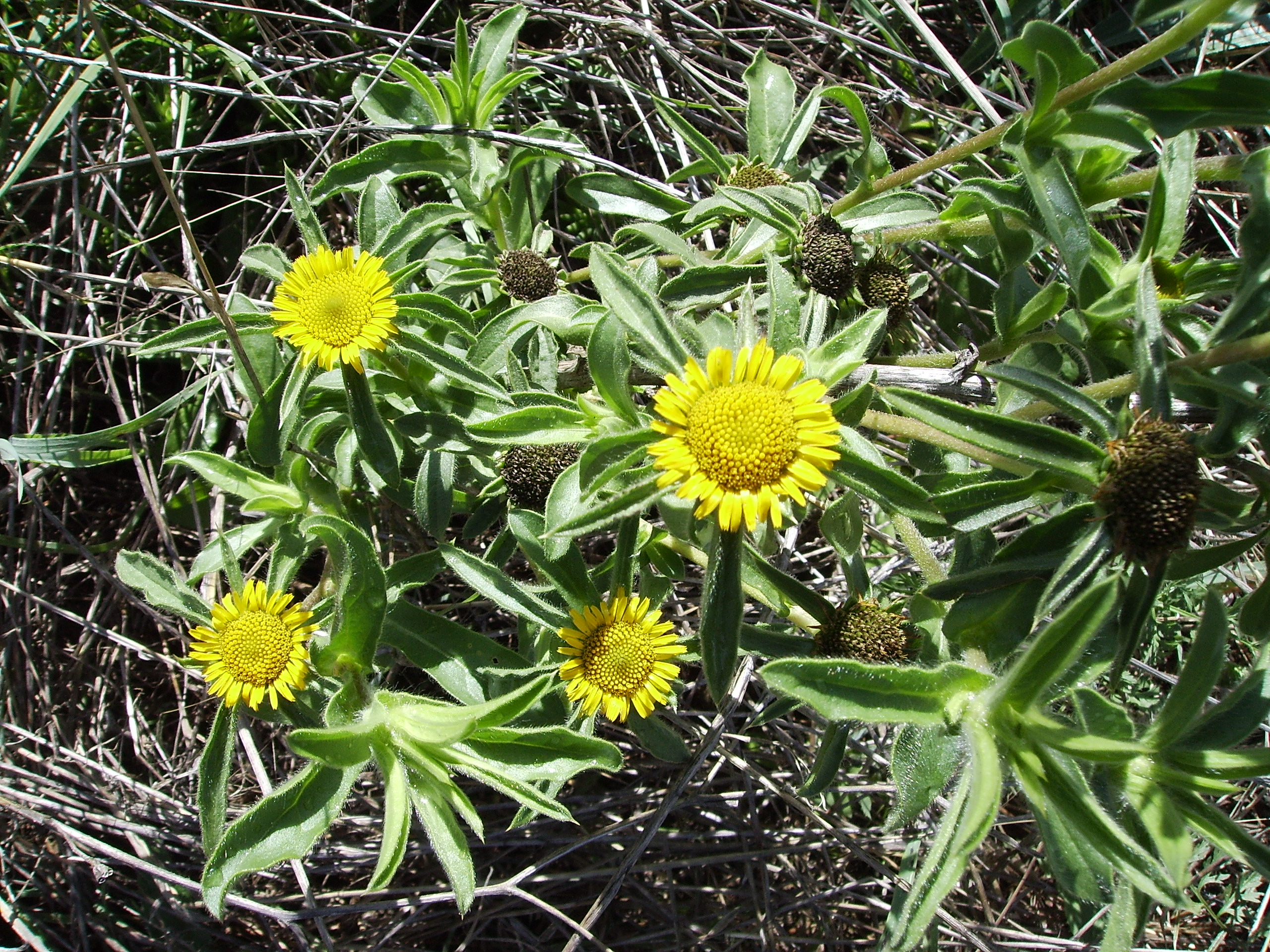
Pallenis spinosa
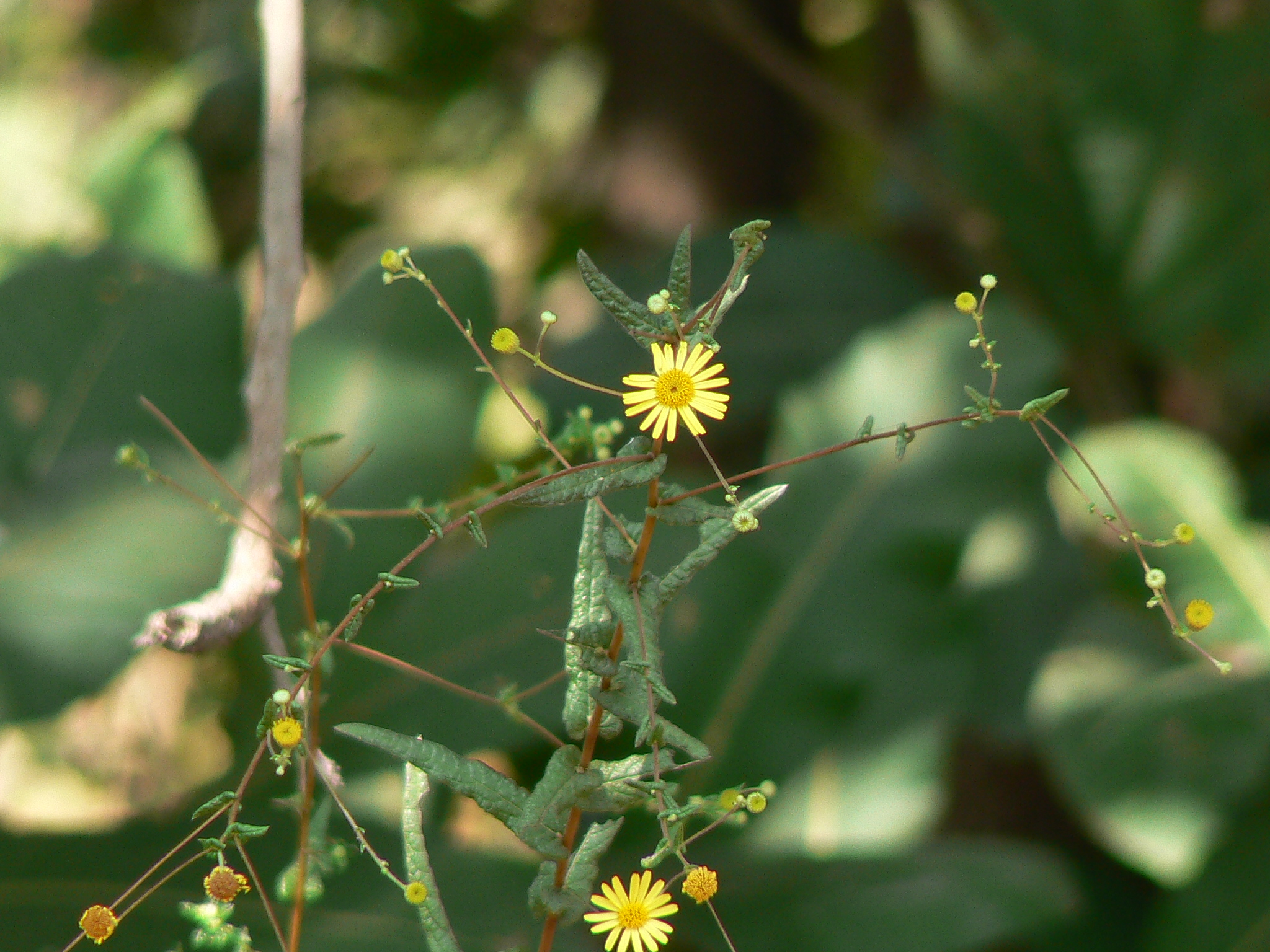
Pentanema indicum
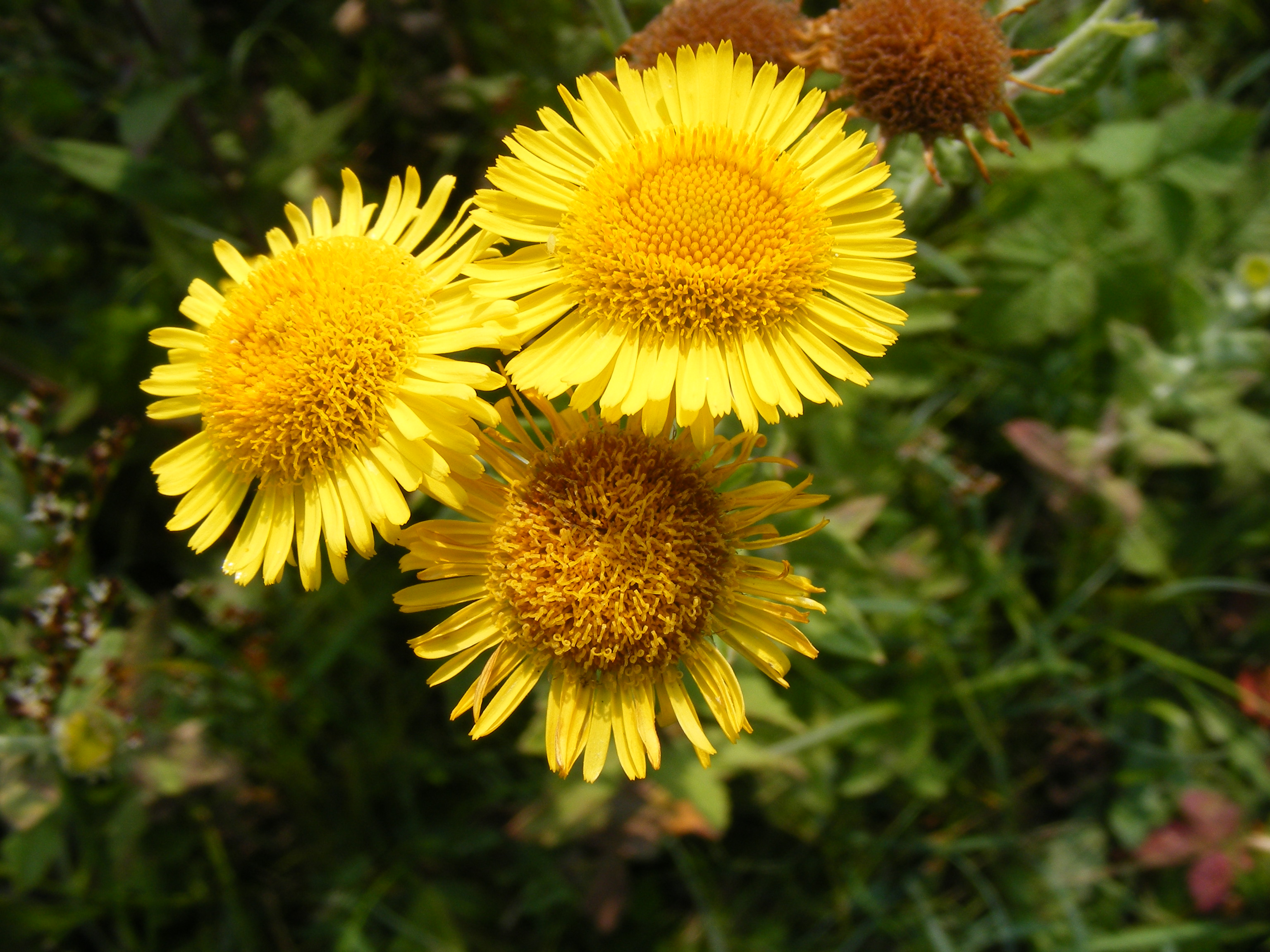
Pulicaria dysenterica
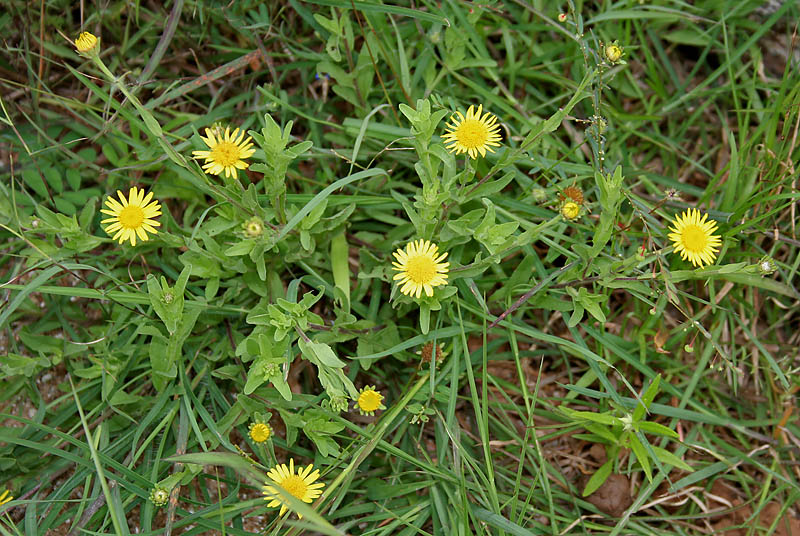
Pulicaria wightiana
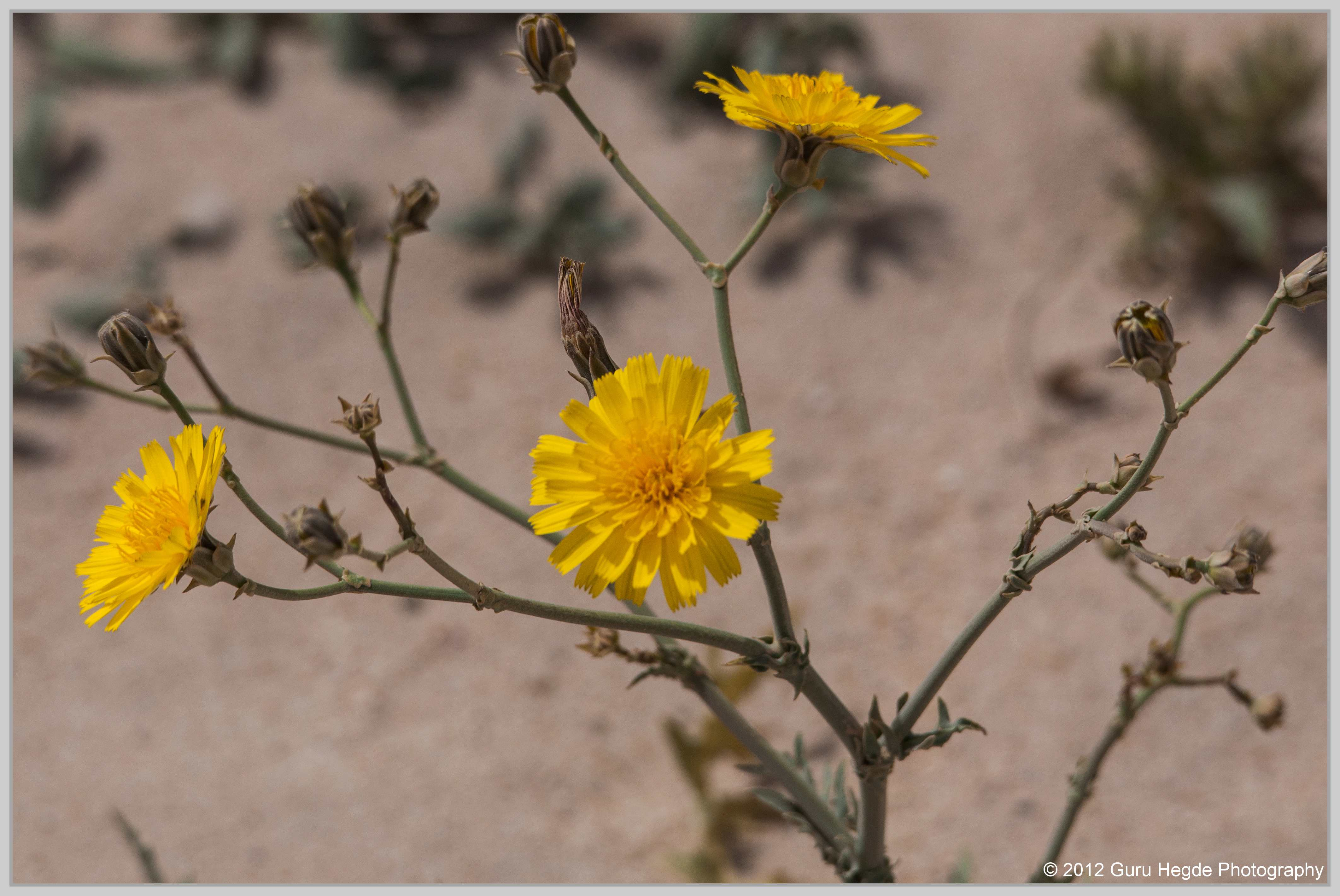
Rhanterium epapposum
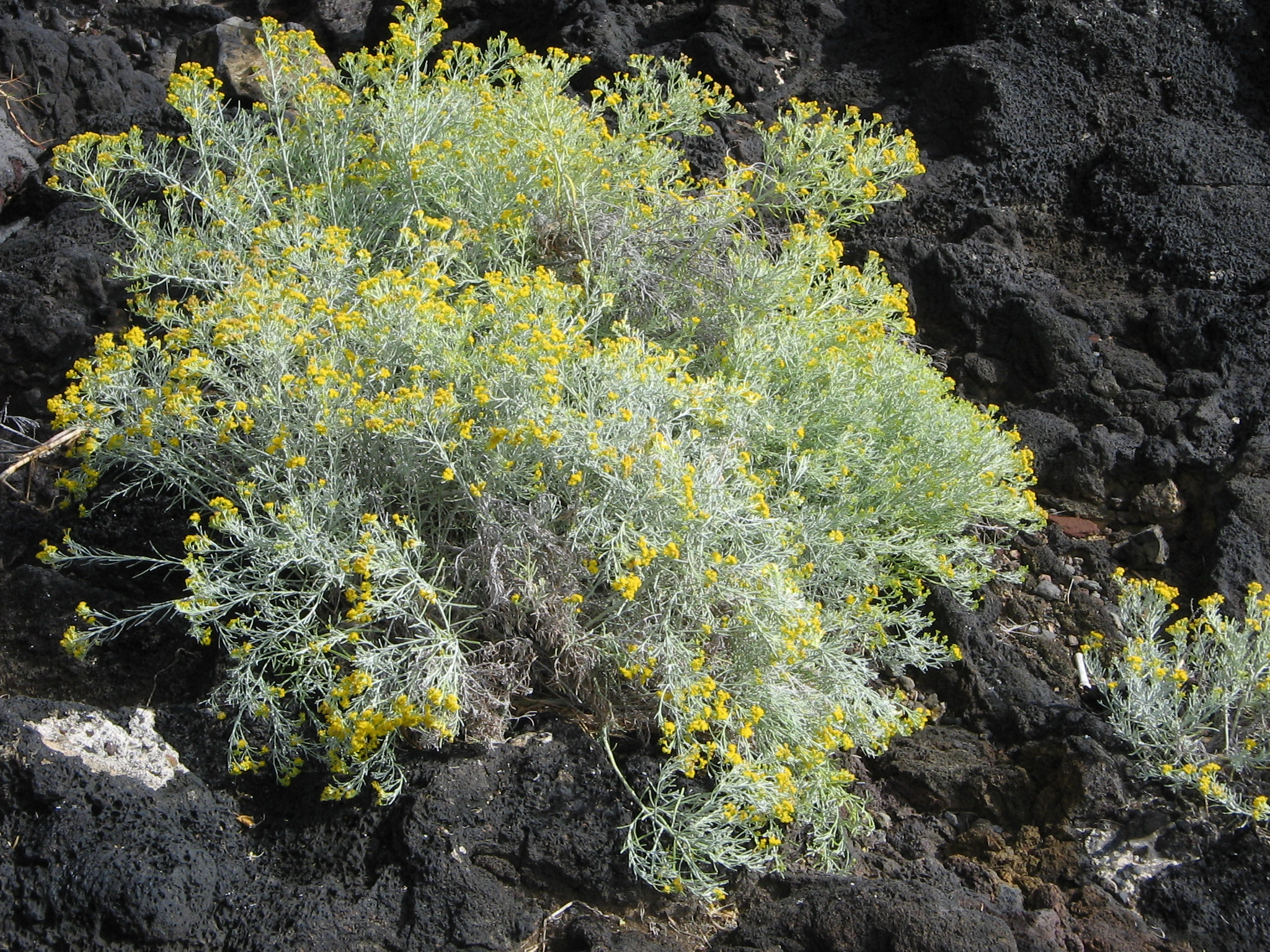
Schizogyne sericea
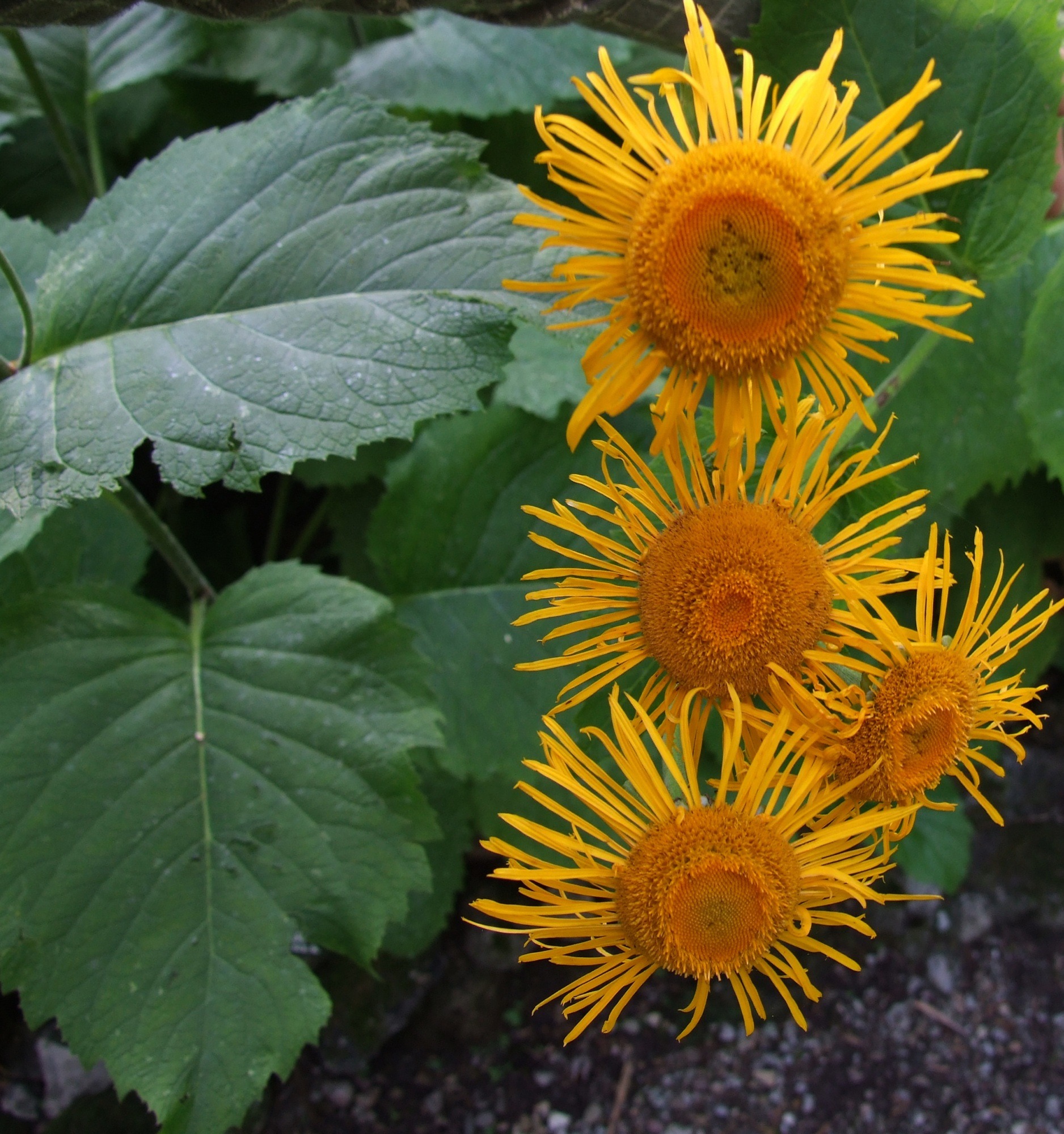
Telekia speciosa
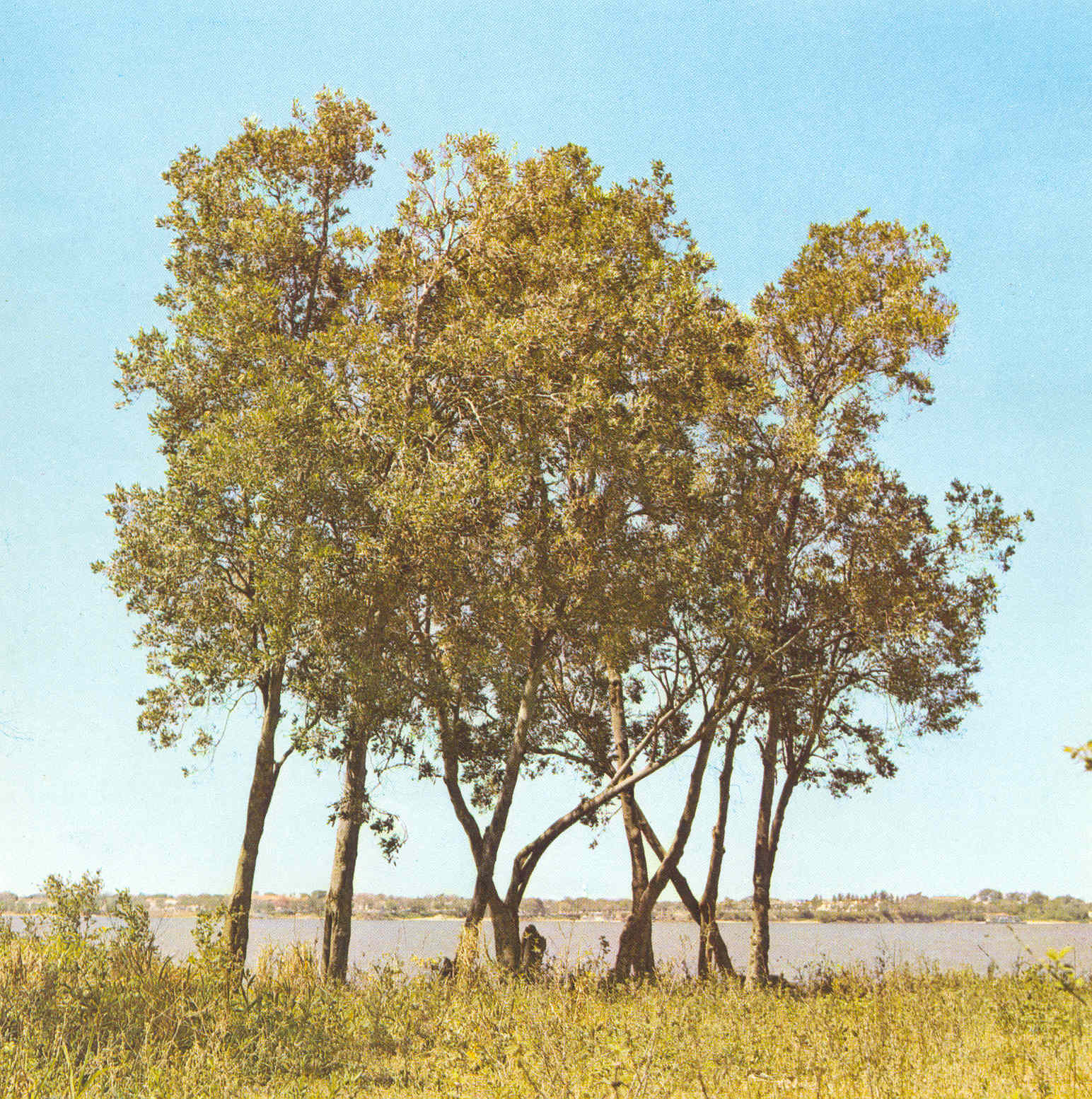
Tessaria integrifolia